# NGC 1360

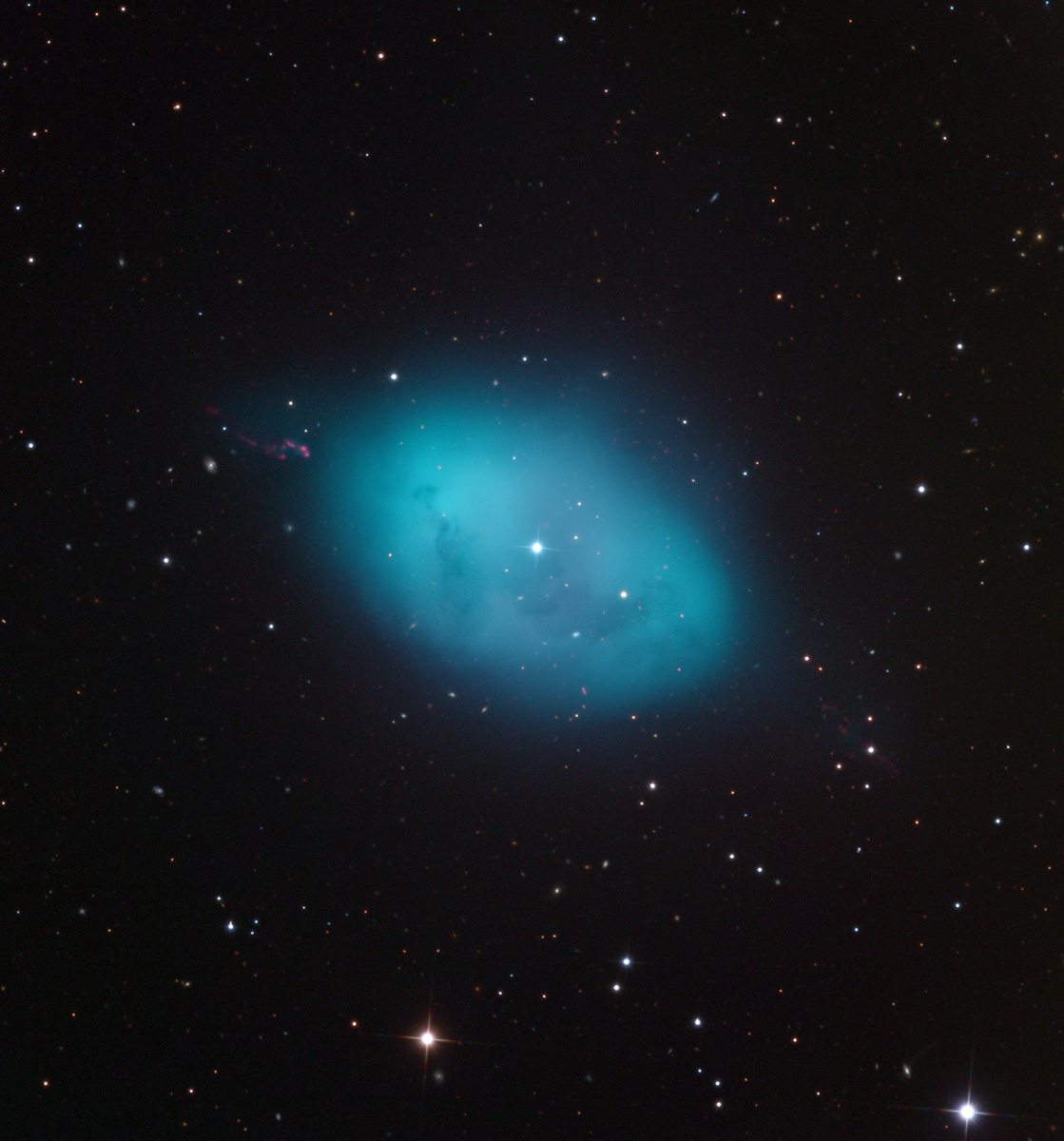
NGC1360 (Mount Lemmon SkyCenter Schulman Telescope)

NGC 1360 è una nebulosa planetaria visibile nella costellazione della Fornace, ha una magnitudine apparente di +9.40 e una misura angolare di 11,0 'x 7,5'. 
NGC 1360 è stata scoperta nel gennaio 1868 dall'astronomo tedesco Friedrich August Theodor Winnecke.